# Sophus Halle
Sophus Halfdan Halle (13. december 1862 – 1924) var en dansk lærer, organist og komponist.
Han var født i Rødby og fik ingen musikundervisning før han 1879-1882 kom på Jonstrup Seminarium. Efter at have fået ansættelse som lærer i København fortsatte han sine orgeløvelser og virkede som organistvikar i forskellige kirker. Fra 1896 var han ansat som organist ved Immanuelskirken indtil han i 1905 blev skoleinspektør ved Hans Tavsensgades Skole og opgav organistjobbet. 
I forlængelse af sine embeder var Halle engageret i den folkelige sang bl.a. som medstifter af Dansk Korforening og som medlem af en af Københavns Skoledirektion nedsat Sangkommission.
Hans musikalske arv udgøres af en række korsange, nogle samlinger af børnesange og flere bøger med orgelmusik til gudstjenestebrug. Derudover skrev han forskellige bøger om pædagogiske emner.